# Olenellus
Olenellus és un gènere de trilobits. Se n'han trobat restes fòssils a Nord-amèrica, des del Canadà fins a Mèxic.